# Exocentrus nigromaculatus
Exocentrus nigromaculatus är en skalbaggsart som beskrevs av Stefan von Breuning 1960. Exocentrus nigromaculatus ingår i släktet Exocentrus och familjen långhorningar.
Artens utbredningsområde är:
- Botswana.
- Burundi.
- Kenya.
- Malawi.
- Rwanda.

Inga underarter finns listade i Catalogue of Life.